# Norwegischer Fußballpokal der Männer 1976
Der norwegische Fußballpokal 1976 (kurz auch NM-Cup 1976 genannt) war die 71. Austragung des Fußballpokalwettbewerbs der Männer. Pokalsieger wurde Brann Bergen. Das Team setzte sich im Finale gegen den Drittligisten Sogndal IL durch. Durch den Sieg qualifizierte sich Brann für den Europapokal der Pokalsieger 1977/78.

## 1. Runde
| Datum      |                      | Ergebnis  |                      |
| ---------- | -------------------- | --------- | -------------------- |
| 02.06.1976 | Brann Bergen         | 3:0       | Stord IL             |
|            | Orkanger IF          | 0:1       | Rosenborg Trondheim  |
|            | Teie IF              | 0:2       | Odds BK              |
| 03.06.1976 | Alta IF              | 1:1 n. V. | Honningsvåg TIF      |
|            | Alvdal IL            | 0:5       | Røros IL             |
|            | Aurskog IL           | 1:0       | Østsiden IL          |
|            | SK Baune             | 0:1       | Fana IL              |
|            | Beitstad FK          | 0:3       | Steinkjer FK         |
|            | SFK Bodø-Glimt       | 4:0       | Furuflaten IL        |
|            | Bryne FK             | 3:1 n. V. | FK Vidar             |
|            | Clausenengen FK      | 3:2       | SK Træff             |
|            | SBK Drafn            | 2:1 n. V. | FK Ørn               |
|            | Eik IF               | 0:4       | SBK Skiold           |
|            | Flisa IL             | 0:5       | Brumunddal IL        |
|            | Florvåg IF           | 3:0       | Erdal IL             |
|            | Fredrikstad FK       | 5:0       | Abildsø IL           |
|            | FK Gjøvik Lyn        | 3:0       | Eidsvold Turn        |
|            | Grorud IL            | 0:3       | Frigg Oslo FK        |
|            | Hamar IL             | 5:1       | Vardal IF            |
|            | Henning IL           | 2:1       | Neset FK             |
|            | IL Hødd              | 2:0       | Ørsta IL             |
|            | FK Jerv              | 3:1       | Kvinesdal IL         |
|            | Jevnaker IF          | 0:1       | Redalen IL           |
|            | Kirkenes IF          | 2:1       | IL Norild            |
|            | Kongsvinger IL       | 2:0       | Skreia IL            |
|            | Kopervik IL          | 1:2       | SK Djerv 1919        |
|            | Kragerø IF           | 1:5       | IF Pors              |
|            | FK Kvik Trondheim    | 0:2       | SK Falken            |
|            | FK Landsås           | 1:0       | Harstad IL           |
|            | Larvik Turn          | 1:0 n. V. | Tjølling IF          |
|            | Lillehammer FK       | 1:1 n. V. | Ham-Kam              |
|            | Lillestrøm SK        | 1:0       | Kråkerøy IL          |
|            | Lisleby FK           | 0:2       | Moss FK              |
|            | Madla IL             | 0:2       | Viking Stavanger     |
|            | FK Mandalskameratene | 0:4       | Start Kristiansand   |
|            | FK Mjølner           | 6:1       | Mo IF                |
|            | Mjøndalen IF         | 3:0       | Ski IL               |
|            | Mo IL                | 3:0       | IF Grand Bodø        |
|            | Molde FK             | 4:0       | Vestness Varfjell IL |
|            | SK Nessegutten       | 3:0       | IL Stjørdals-Blink   |
|            | Nybergsund           | 3:1       | Grue IL              |
|            | Raufoss IL           | 0:1 n. V. | Manglerud Star       |
|            | IL Sandviken         | 0:4       | Os TF                |
|            | Sarpsborg FK         | 1:0 n. V. | Navestad IF          |
|            | Selbak TIF           | 2:3       | Stabæk IF            |
|            | Selfors UL           | 0:3       | IL Stålkameratene    |
|            | Skarbøvik IF         | 2:2 n. V. | Aalesunds FK         |
|            | Skeid Oslo           | 4:1       | Rakkestad IF         |
|            | Slemmestad IF        | 0:1       | SFK Lyn Oslo         |
|            | SK Snøgg             | 0:2       | Fram Larvik          |
|            | Sogndal IL           | 3:0       | IL Jotun             |
|            | SK Sprint-Jeløy      | 0:3       | Åssiden IF           |
|            | Spydeberg IL         | 0:3       | Strømsgodset IF      |
|            | Stavanger IF         | 4:1       | Vigrestad IK         |
|            | Strindheim IL        | 1:1 n. V. | Ranheim IL           |
|            | Strømmen IF          | 3:2       | Askim FK             |
|            | Sunndal IL           | 3:0       | IL Bryn              |
|            | Tornado FK           | 2:3       | Bergsøy IL           |
|            | SK Ulf               | 4:1 n. V. | IL Brodd             |
|            | Urædd FK             | 2:3       | Herkules IF          |
|            | SK Vard Haugesund    | 1:0       | SK Haugar            |
|            | IL Varegg            | 2:0 n. V. | Ny-Krohnborg IL      |
|            | Vålerenga Oslo       | 2:1       | IF Birkebeineren     |
|            | Åndalsnes IF         | 2:3       | Folldal IF           |

### Wiederholungsspiele
| Datum      |                 | Ergebnis |                |
| ---------- | --------------- | -------- | -------------- |
| ??.06.1976 | Honningsvåg TIF | 1:0      | Alta IF        |
|            | Ranheim IL      | 0:1      | Strindheim IL  |
|            | Aalesunds FK    | 2:1      | Skarbøvik IF   |
|            | Ham-Kam         | 2:1      | Lillehammer FK |

## 2. Runde
| Datum      |                    | Ergebnis  |                     |
| ---------- | ------------------ | --------- | ------------------- |
| 29.06.1976 | SBK Skiold         | 1:2       | Odds BK             |
| 30.06.1976 | Florvåg IF         | 0:6       | Brann Bergen        |
|            | Røros IL           | 4:0       | Rosenborg Trondheim |
| 01.07.1976 | Bergsøy IL         | 2:0       | IL Hødd             |
|            | SFK Bodø-Glimt     | 4:1       | IL Stålkameratene   |
|            | Clausenengen FK    | 1:2       | Molde FK            |
|            | SK Djerv 1919      | 2:1       | Bryne FK            |
|            | SK Falken          | 0:4       | SK Nessegutten      |
|            | Fana IL            | 1:0       | IL Varegg           |
|            | Folldal IF         | 2:1       | Brumunddal IL       |
|            | Fram Larvik        | 3:1       | Stabæk IF           |
|            | Frigg Oslo FK      | 1:4       | Aurskog IL          |
|            | Ham-Kam            | 7:0       | Redalen IL          |
|            | Herkules IF        | 0:4       | Mjøndalen IF        |
|            | Kirkenes IF        | 4:1       | Honningsvåg TIF     |
|            | FK Landsås         | 1:2       | FK Mjølner          |
|            | Lillestrøm SK      | 1:0       | Nybergsund          |
|            | SFK Lyn Oslo       | 1:3       | Kongsvinger IL      |
|            | Manglerud Star     | 2:4       | Fredrikstad FK      |
|            | Mo IL              | 0:1       | Henning IL          |
|            | Moss FK            | 8:1       | Hamar IL            |
|            | Os TF              | 0:1       | Sogndal IL          |
|            | IF Pors            | 3:2       | Skeid Oslo          |
|            | Sarpsborg FK       | 1:1 n. V. | SBK Drafn           |
|            | Start Kristiansand | 2:0       | FK Jerv             |
|            | Stavanger IF       | 0:1       | SK Vard Haugesund   |
|            | Steinkjer FK       | 3:1       | Strindheim IL       |
|            | Strømmen IF        | 0:1       | Vålerenga Oslo      |
|            | Strømsgodset IF    | 1:0       | FK Gjøvik Lyn       |
|            | Viking Stavanger   | 4:0       | SK Ulf              |
|            | Aalesunds FK       | 2:0       | Sunndal IL          |
|            | Åssiden IF         | 3:1       | Larvik Turn         |

### Wiederholungsspiel
| Datum      |           | Ergebnis |              |
| ---------- | --------- | -------- | ------------ |
| ??.07.1976 | SBK Drafn | 2:3      | Sarpsborg FK |

## 3. Runde
| Datum      |                    | Ergebnis  |                  |
| ---------- | ------------------ | --------- | ---------------- |
| 25.07.1976 | FK Mjølner         | 3:1       | Kirkenes IF      |
|            | Henning IL         | 0:6       | Steinkjer FK     |
|            | SK Nessegutten     | 0:2       | SFK Bodø-Glimt   |
|            | Folldal IF         | 3:3 n. V. | Aalesunds FK     |
| 28.07.1976 | SK Vard Haugesund  | 5:1       | SK Djerv 1919    |
|            | Mjøndalen IF       | 0:0 n. V. | IF Pors          |
|            | Kongsvinger IL     | 00:10     | Moss FK          |
|            | Vålerenga Oslo     | 8:0       | Røros IL         |
|            | Fredrikstad FK     | 5:0       | Åssiden IF       |
| 29.07.1976 | Molde FK           | 2:1       | Bergsøy IL       |
|            | Brann Bergen       | 4:1       | Fana IL          |
|            | Sogndal IL         | 2:1       | Viking Stavanger |
|            | Start Kristiansand | 3:0       | Fram Larvik      |
|            | Odds BK            | 2:0       | Strømsgodset IF  |
|            | Aurskog IL         | 1:3       | Ham-Kam          |
|            | Sarpsborg FK       | 1:0       | Lillestrøm SK    |

### Wiederholungsspiele
| Datum      |              | Ergebnis |              |
| ---------- | ------------ | -------- | ------------ |
| 04.08.1976 | IF Pors      | 0:1      | Mjøndalen IF |
|            | Aalesunds FK | 1:0      | Folldal IF   |

## 4. Runde
| Datum      |                   | Ergebnis  |                    |
| ---------- | ----------------- | --------- | ------------------ |
| 15.08.1976 | Vålerenga Oslo    | 2:0       | Mjøndalen IF       |
|            | Ham-Kam           | 0:1       | Sogndal IL         |
|            | Odds BK           | 2:1       | Fredrikstad FK     |
|            | SK Vard Haugesund | 5:0       | Sarpsborg FK       |
|            | Moss FK           | 0:4 n. V. | Start Kristiansand |
|            | Aalesunds FK      | 2:4       | Brann Bergen       |
| 18.08.1976 | SFK Bodø-Glimt    | 5:2 n. V. | Molde FK           |
|            | Steinkjer FK      | 3:0       | FK Mjølner         |

## Viertelfinale
| Datum      |                | Ergebnis  |                    |
| ---------- | -------------- | --------- | ------------------ |
| 05.09.1976 | Brann Bergen   | 1:0       | SFK Bodø-Glimt     |
|            | Odds BK        | 2:1 n. V. | SK Vard Haugesund  |
|            | Vålerenga Oslo | 3:3 n. V. | Steinkjer FK       |
|            | Sogndal IL     | 1:0       | Start Kristiansand |

### Wiederholungsspiel
| Datum      |              | Ergebnis |                |
| ---------- | ------------ | -------- | -------------- |
| 29.09.1976 | Steinkjer FK | 3:2      | Vålerenga Oslo |

## Halbfinale
| Datum      |              | Ergebnis |            |
| ---------- | ------------ | -------- | ---------- |
| 06.10.1976 | Brann Bergen | 3:0      | Odds BK    |
|            | Steinkjer FK | 1:3      | Sogndal IL |

## Finale
| Brann Bergen                                | Brann Bergen | Sogndal IL | Sogndal IL |
| ------------------------------------------- | --- | --- | ---------- |
| Brann Bergen                                | \| Finale \| \| 24. Oktober 1976 in Oslo (Ullevaal-Stadion) \| \| Ergebnis: 2:1 (0:0) \| \| Zuschauer: 22.834 \| \| Schiedsrichter: Odd Johannessen \| \| Spielbericht \|                                                                  | \| Finale \| \| 24. Oktober 1976 in Oslo (Ullevaal-Stadion) \| \| Ergebnis: 2:1 (0:0) \| \| Zuschauer: 22.834 \| \| Schiedsrichter: Odd Johannessen \| \| Spielbericht \|                                                                               | Sogndal IL |
| Brann Bergen                                | Jan Knudsen – Tore Nordtvedt, Per Egil Pedersen, Helge Karlsen, Atle Bilsback – Egil Austbø, Atle Hellesø (46. Frode Larsen) – Neil McLeod, Ingvald Huseklepp (84. Rune Pedersen), Steinar Aase, Bjørn Tronstad Cheftrainer: Billy Elliott | Leon Hovland – Willy Ljøsne (88. Jarle Skartun), Jon Navarsete, Torodd Helle, Gunnar S. Haare – Magdalon Sæthre, Ingvar Stadheim, Johan Johannesen – Svein Bakke, Knut Christiansen, Rolf Navarsete (89. Terje Nysæther) Cheftrainer: Per Ingar Sviggum | Sogndal IL |
| Brann Bergen                                | 1:0 Steinar Aase (66.) 2:1 Bjørn Tronstad (86.) | 1:1 Knut Christiansen (80.) | Sogndal IL |
| Finale                                      | | |            |
| 24. Oktober 1976 in Oslo (Ullevaal-Stadion) | | |            |
| Ergebnis: 2:1 (0:0)                         | | |            |
| Zuschauer: 22.834                           | | |            |
| Schiedsrichter: Odd Johannessen             | | |            |
| Spielbericht                                | | |            |